# Castiel Vitorino Brasileiro
Castiel Vitorino Brasileiro (Vitória, 1996) é uma artista, escritora e psicóloga brasileira.

## Biografia

### Formação acadêmica
Castiel possui graduação no curso de Psicologia pela Universidade Federal do Espirito Santo (Ufes). Posteriormente, realizou seu mestrado em Psicologia Clínica pela Pontifícia Universidade Católica de São Paulo (PUC-SP).

### Carreira artística
De sua infância e juventude na comunidade da Fonte Grande, morro localizado no entorno do Centro de Vitória, conviveu desde cedo com manifestações populares negras, tendo participado de um grupo de capoeira, da banda de congo Vira-Mundo, e acompanhado de perto a escola de samba Unidos da Piedade, a mais antiga do Espírito Santo, fundada em 1955.
Em seu trabalho artístico, Castiel transita por temas como cultura e espiritualidade Bantu, psicologia, colonialidade e sexualidade, questionando as identidades fixas do mundo contemporâneo, principalmente por meio de instalações, performances e produções audiovisuais.
No ano de 2021 foi vencedora do Prêmio Pipa, famoso por selecionar artistas contemporâneos com a carreira em ascensão. Nesta edição, o prêmio contemplou outros artista além de Castiel, como Denilson Baniwa, Ilê Sartuzi, Marcela Bonfim e Ventura Profana.
Em 2022, ela lançou o livro Quando o sol aqui não mais brilhar: a falência da negritude, publicado pela editora n-1.